# 马扎里诺
马扎里诺（義大利語：Mazzarino），是意大利卡尔塔尼塞塔省的一个市镇。总面积293平方公里，人口12007人，人口密度41.0人/平方公里（2009年）。ISTAT代码为085009。